# Sharks - Incubo dagli abissi
Sharks - Incubo dagli abissi (The Requin) è un film del 2022 scritto e diretto a Le-Van Kiet.

## Trama
Jaelyn e il marito Kyle sono in vacanza in Vietnam per cercare di riprendersi dopo l'aborto spontaneo della donna, che l'ha spinta ad allontanarsi da famiglia e amici. La seconda notte della loro vacanza un uragano si abbatte sulla costa e il bungalow over-water in cui i due dormono si stacca del molo e va alla deriva nel Mar Cinese Meridionale. Con il passare dei giorni le condizioni dei due si fanno sempre più disperate: Kyle si è ferito gravemente alla gamba e il bungalow va a fuoco dopo che la coppia appicca un piccolo incendio per attirare l'attenzione di una nave di passaggio. Jaelyn e Kyle sono quindi costretti a lasciare il loro rifugio e aggrapparsi a un pezzo di legno per rimanere a galla.
Qui Kyle chiede scusa alla moglie per averla trascurata dopo l'aborto, ma il momento viene interrotto dall'attacco di uno squalo, che ferisce a morte Kyle. Durante la notte la zattera di fortuna approda su una spiaggia, dove Jaelyn crolla esausta e si addormenta. Al suo risveglio si accorge che la marea si è alzata e ha portato via il corpo del marito: quando si tuffa in mare per trascinarlo a riva viene nuovamente attaccata dagli squali, che divorano il cadavere di Kyle e la feriscono alla gamba.
Dopo essersi ripresa, Jaelyn vaga lungo la costa finché non incontra un pescatore locale, che la fa salire sul suo coracle per cucirle la ferita. Mentre Jaelyn dorme, il pescatore si tuffa per controllare le reti, ma viene attaccato e ucciso da uno squalo, che poi attacca la barca. Dopo una dura lotta contro il predatore, Jaelyn riesce a liberarsi dallo squalo, che si ferisce a morte da solo azzannando l'ancora della barca. Rimasta sola, Jaelyn si lascia trasportare dalla corrente fino a un vicino villaggio di pescatori, dove viene scorta e salvata dagli abitanti del luogo.

## Produzione

### Sviluppo
Il film è stato girato agli Universal Studios e alla Full Sail University di Orlando, in Florida.

## Distribuzione
The Requin è stato reso disponibile su varie piattaforme di video on demand a partire dal 28 gennaio 2022.